# When There’s a Breeze on Lake Louise
When There’s a Breeze on Lake Louise ist ein Lied aus dem Soundtrack des Films The Mayor of 44th Street aus dem Jahr 1942. Komponiert wurde der Song von Harry Revel, getextet von Mort Greene. Gesungen wird er im Film von Anne Shirley, die neben George Murphy auch die Hauptrolle spielte. Gespielt wird er von Freddy Martin and His Record Breaking Orchestra unter Mitwirkung von Joan Merrill. Der Song erzählt von einer Brise, die über den Lake Louise weht und ihn in ein überirdisch schönes Licht taucht, unendlich weit von Manhattan entfernt, und über die Gedanken, die einen dabei bewegen.
1943 war When There’s a Breeze on Lake Louise in der Kategorie „Bester Song“ für einen Oscar nominiert. Die Auszeichnung ging jedoch an Irving Berlin für sein Lied White Christmas aus dem Musikfilm Musik, Musik.

## Coverversionen
Noch im selben Jahr seines Erscheinens coverte Ray Herbeck das Musikstück, erschienen auf seinem Album Ray Herbeck and his Modern Music with Romance. Auch der kanadische Big-Band-Leader Moxie Whitney and His Orchestra veröffentlichten den Song beim Label Harmony auf ihrem Album Am Banff.

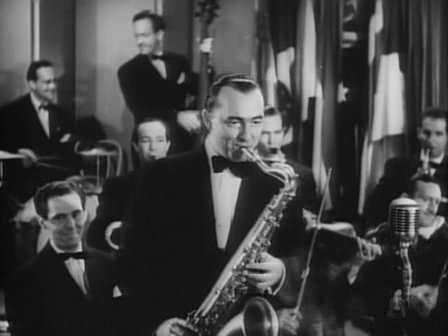
Freddy Martin, der 1942 mit When There’s a Breeze on Lake Louise in den Billboard Charts war

When There’s a Breeze on Lake Louise war 1938 in der Version von Freddy Martin eine Woche auf Platz 22 der US-Billboard Charts. Unter den 86 erfolgreichsten Songs von Freddy Martin rangiert When There’s a Breeze on Lake Louise auf Rang 18.
Der Jazz-Diskograph Tom Lord listet eine Coverversionen des Titels im Bereich des Jazz von Ray Herbeck.